# Bridelia taitensis
Bridelia taitensis là một loài thực vật có hoa trong họ Diệp hạ châu. Loài này được Vatke & Pax ex Pax mô tả khoa học đầu tiên năm 1893.